# Shas (partid)
Shas(în ebraică: מפלגת ש"ס-  Mifleget Shas ;se citește Mifleghet Șas; nume complet oficial:  התאחדות הספרדים העולמית שומרי תורה -Uniunea Mondială a Sefarzilor observanți ai Torei, și la un mment dat Federația Sefarzilor observanți ai Torei, Mișcarea Rabinului Maran Ovadya Yosef Amintirea sa de Tzadik fie-i binecuvântată) este un partid politic clerical ultraortodox (haredit), având baza în populația evreiască orientală-sefardă din Statul Israel. El are membri și simpatizanți și în comunitățile evreiești orientale-sefarde din Diaspora evreiască, în special în Statele Unite, Canada, Franța etc. Partidul a fost înființat în 1982  și a participat pentru prima dată la alegerile pentru Knesset în 1984, când a intrat în al 11-lea Knesset.
Conducătorii Shas au știut să-și lărgească electoratul dincolo de cercurile ultraortodoxe atrăgând și evrei orientali mai puțin bigoți, ortodocși și tradiționaliști, care aveau stimă pentru conducerea rabinică și pentru mostenirea spirituală milenară a părinților și a bunicilor din țările de unde au imigrat. 
Partidul Shas a devenit rapid un fel de partid al mândriei acestor evrei de pe tot cuprinsul Israelului, sub lozinca  lansată de rabinul Ovadya Iosef  
„Lehahzir atará leyoshná - adică, Să restaurăm cununa gloriei din vechime”
. 

## Numele
Numele partidului provine din acronimul cuvintelor Shomrim Sfaradim (Păzitori sefarzi) cu înțelesul Shomrey Torá Sfaradim - Păzitori sefarzi ai Torei. În cultura religioasă iudaică Shas este acronimul cuvintelor Shishá Sedarim (Șase Ordine sau Șase Părți), adică cele Șase Ordine sau părți ale Mișnei. Numele oficial întreg al partidului este Hitahdut Hasfaradim Haolamit Shomrey Tora -  Uniunea Mondială a Sefarzilor Păzitori ai Torei.

## Istoria
Evreii orientali-sefarzi din Israel, reprezentați în primul rând de evreii originari din lumea arabă și islamică, inclusiv evrei din vechea comunitate sefardă din Palestina, au fost în mare parte atașați religiei în țările unde s-au nascut și au rămas așa și în Israel. 
Dupa întemeierea Statului Israel în 1948 aparatul politic era dominat de evrei așkenazi și de partidele social-democrate , liberale si ale sionismului religios  fondate de evrei așkenazi veniți din estul și centrul Europei. Au existat voturi de contestare care au susținut un număr de mici formațiuni politice precum Asociația iemeniților și Uniunea sefardă. După urcarea la putere a partidului de dreapta-centru Likud în 1977, glasul comunităților de origine din Orient s-a făcut tot mai auzit, pentru prima dată în guvern politicieni de origine orientală au ocupat postul de viceprim ministru, ministru de externe, ministru al apărării, al justiției etc. Guvernul condus de Menahem Beghin a avantajat intrarea partidelor ultraortodoxe în guvern și extinderea învățamântului ultrareligios de băieți de tip medieval, cu sprijinul financiar al statului și scutirea de armată a unui număr tot mai crescând de elevi ai acestui sistem de învățământ. O parte din familiile de evrei originari din Orient și-au înscris copiii în acest sistem școlar.În aceste împrejurări a crescut un electorat oriental-sefard care a votat pentru Agudat Israel, principalul partid al evreilor așkenazi ultraortodocși.  
La un moment dat un număr de politicieni evrei orientali laici și religioși care au părăsit Partidul Muncii și Partidul Național-Religios, au creat și ei un mic partid efemer cu profil etnic evreiesc oriental - partidul Tami, care a obținut câteva locuri în Knesset. 
Refuzul partidului Agudat Israel de a prezenta candidați orientali-sefarzi în alegerile pentru Knesset a dus în 1984 la întemeierea partidului Shas, partid al rabinilor orientali-sefarzi, care s-a bucurat de sprijinul ramurii lituaniene- nehasidice a ultraortodoxiei așkenaze care, și ea a creat un partid al său - Deghel Hatora (Steagul Torei), patronat de influentul rabin Elazar Shakh. Rabini ultraortodocși sefarzi și orientali au fost absolvenții ieșivelor acestui din urmă curent rabinic. 
Începuturile partidului au fost în 1982 sub forma unei liste electorale municipale la alegerile pentru primăria Ierusalim, ce urmau sa aibă loc în octombrie 1983/ Fondatorii listei au fost niște tineri rabini din Ierusalim, Nissim Zeev (dintr-o familie de evrei irakieni), Yaakov Cohen (dintr-o veche familie de evrei palestinieni) și Shlomo Dayan (născut în Maroc). Ei erau dezamăgiți de secția „orientală” a partidului Agudat Israel și au decis să creeze o listă politică separată, care să reprezinte nu numai pe evreii orientali ultraortodocși, ci toată populația evreiască de origine orientală din Israel, așa numitele comunități orientale - Adot Hamizrah sau mizrahim, inclusiv asa numiții tradiționaliști și nereligioși din rândul acestora.Lista s-a numit Uniunea Sefarzilor Păzitori ai Torei, deoarece evreii orientali sunt din punct de vedere al practicii religioase - de rit sefard sau apropiat de acest rit. 
În preajma alegerilor noul partid s-a dotat cu o conducere de patru rabini veterani, numită Sfatul Înțelepților Torei, sub conducerea rabinului Ovadya Yosef. 